# دوري أمم الكونكاكاف
دوري أمم الكونكاكاف (بالإنجليزية: CONCACAF Nations League)‏، (بالإسبانية: Liga de Naciones CONCACAF)‏، (بالفرنسية: Ligue des Nations de la CONCACAF)‏ هي مسابقة كرة قدم دولية للرجال، تشارك فيها المنتخبات الوطنية الأولى الأعضاء في الكونكاكاف.
تقام البطولة في التواريخ المحددة للمباريات الودية الدولية حسب تقويم الفيفا. أقيمت البطولة المؤهلة لمرة واحدة من سبتمبر 2018 إلى مارس 2019 وبدأت البطولة الافتتاحية في سبتمبر 2019.

## الكأس
تم الكشف عن كأس البطولة قبل ثمانية أيام من افتتاح نهائيات النسخة الأولى. يمثل الكأس جميع الاتحادات الوطنية المنضمة للكونكاكاف البالغ عددها 41، وهو مصنوع من معدن نحاسي مطلي بالفضة وحجر خام. يزن الكأس 8 كيلوغرام وطوله 52 سنتيمتر.

## سجل الأبطال

### حسب المواسم
| 2019–20 التفاصيل | الولايات المتحدة | · الولايات المتحدة | 3–2 (ب.و.إ) | · المكسيك | · هندوراس | 2–2 (5–4 ر.ج.ت) | · كوستاريكا |
| 2022–23 التفاصيل |                  |                    |             |           |           |                 |             |

### حسب الدول
| المنتخب          | البطل    | الوصيف   | المركز الثالث | المركز الرابع |
| ---------------- | -------- | -------- | ------------- | ------------- |
| الولايات المتحدة | 1 (2020) | -        | -             | -             |
| المكسيك          | -        | 1 (2020) | -             | -             |
| هندوراس          | -        | -        | 1 (2020)      | -             |
| كوستاريكا        | -        | -        | -             | 1 (2020)      |

## وصلات خارجية
- الموقع الرسمي